# Цеханув (гмина)
Цеханув (пол. Ciechanów) — сельская гмина (волость) в Польше, входит как административная единица в Цеханувский повет, Мазовецкое воеводство. Население — 5825 человек (на 2004 год).

## Демография
| Перепись                       | Всего   | Всего | Женщины | Женщины | Мужчины | Мужчины |
| ------------------------------ | ------- | ----- | ------- | ------- | ------- | ------- |
| Единицы                        | человек | %     | человек | %       | человек | %       |
| Население                      | 5825    | 100   | 2879    | 49,4    | 2946    | 50,6    |
| Плотность населения (чел./км²) | 41,5    | 41,5  | 20,5    | 20,5    | 21      | 21      |

## Сельские округа
1. Бабы
2. Бараки-Хотумске
3. Хотум
4. Хрущево
5. Гонски
6. Горыше
7. Грендзице
8. Гумово
9. Канигувек
10. Каргошин
11. Мешки-Ружки
12. Мешки-Вельке
13. Моделка
14. Модла
15. Неходзин
16. Нестум
17. Нова-Весь
18. Нужевко
19. Нужево
20. Пенхцин
21. Пшонжево
22. Ропеле
23. Рутки-Бегны
24. Рутки-Борки
25. Рутки-Гловице
26. Рутки-Маршевице
27. Рыдзево
28. Рыкачево
29. Жечки
30. Уяздово
31. Уяздувек
32. Воля-Павловска
33. Вулька-Рыдзевска
34. Бардонки
35. Голоты
36. Ковнаты-Жендове
37. Мешки-Атле
38. Мешки-Бардоны
39. Пеньки-Неходзке
40. Романово
41. Рутки-Бронише
42. Рутки-Крупы
43. Рутки-Щепанки

## Соседние гмины
1. Цеханув
2. Гмина Глиноецк
3. Гмина Голымин-Осьродек
4. Гмина Ойжень
5. Гмина Опиногура-Гурна
6. Гмина Регимин
7. Гмина Соньск
8. Гмина Стшегово